# Carlo Crippa
Carlo Crippa (Milano, 12 febbraio 1939) è un ex calciatore italiano, di ruolo centrocampista.
Anche suo figlio Massimo è stato un calciatore.

## Caratteristiche tecniche
Era un'ala.

## Carriera
Padre di Massimo Crippa, ha esordito in Serie A con la maglia del Torino il 6 ottobre 1957 in Bologna-Torino (2-1).
Proviene dalle giovanili del Torino (i Ragazzi del Filadelfia), dove giocava titolare con il numero 11 nella squadra di Vieri, Fogli, Castelletti, Ferrini etc. Ha segnato una rete in un derby.

## Palmarès
- Campionato italiano di Serie B: 2

Torino: 1959-1960
Palermo: 1967-1968